# 클라이너 퍼킨스
클라이너 퍼킨스(Kleiner Perkins, 이전 이름: Kleiner Perkins Caufield & Byers, KPCB)는 인큐베이션, 초기 단계 및 성장 기업에 대한 투자를 전문으로 하는 미국 벤처 캐피털 회사이다. 1972년 창립 이래 이 회사는 AOL, 아마존닷컴, 탠덤 컴퓨터스, 컴팩, 일렉트로닉 아츠, 징동닷컴(JD.com), 스퀘어, 제넨텍, 구글, 넷스케이프, 썬 마이크로시스템즈, 구글 네스트, 팰로앨토 네트웍스, 사이넥, 스냅, 앱다이내믹스 및 트위터를 포함하여 900개 이상의 벤처 기업에서 기업가를 지원해 왔다.  2019년까지 19개의 벤처 캐피탈 펀드와 4개의 성장 펀드에서 약 90억 달러를 조달했다.
클라이너 퍼킨스는 실리콘 밸리의 멘로파크에 본사를 두고 있으며, 샌프란시스코와 중국 상하이시에 지사를 두고 있다.
뉴욕 타임스는 클라이너 퍼킨스를 "아마도 실리콘 밸리에서 가장 유명한 벤처 회사"라고 묘사했다. 월스트리트 저널은 이를 "가장 크고 가장 확고한" 벤처 캐피탈 회사 중 하나로 평가했으며, 디얼북(Dealbook)에서는 이를 "실리콘 밸리 최고의 벤처 캐피털 제공업체 중 하나"로 명명했다.